# بيتر نوغينت
بيتر نوغينت (بالإنجليزية: Peter Nugent)‏ هو سياسي بريطاني وأسترالي، ولد في 1 أبريل 1938 في المملكة المتحدة، وتوفي في 24 أبريل 2001 بملبورن في أستراليا. حزبياً، نشط في الحزب الليبرالي الأسترالي. وقد انتخب عضو مجلس النواب الأسترالي عن دائرة Division of Aston ‏ (24 مارس 1990 – 24 أبريل 2001).